# Fabrizio Moroni
Fabrizio Moroni, noto anche con lo pseudonimo di Fred Munroe (Firenze, 16 marzo 1943 – Roma, 6 agosto 2006), è stato un attore italiano.

## Biografia
Comincia la carriera di attore a 17 anni con Luchino Visconti nel film Il Gattopardo, per continuare con una lunga serie di film che va da 4 mosche di velluto grigio di Dario Argento a La prima notte di quiete di Valerio Zurlini, passando per tanti "musicarelli" (da Nessuno mi può giudicare a Perdono) e film di cassetta accanto a Lino Banfi, Alvaro Vitali e Gloria Guida. Ha anche lavorato in molti fotoromanzi. È forse più noto al grande pubblico per il suo lavoro in tv in tanti sceneggiati di Anton Giulio Majano, come David Copperfield del 1965.
È morto il 6 agosto 2006 dopo una lunga malattia.

## Filmografia

### Cinema
- Il Gattopardo, regia di Luchino Visconti (1963)
- La ragazza meravigliosa (La chica del trébol), regia di Sergio Grieco (1963)
- Le ore dell'amore, regia di Luciano Salce (1963)
- Tre per una rapina, regia di Gianni Bongioanni (1964)
- Made in Italy, regia di Nanni Loy (1965)
- Perdono, regia di Ettore Maria Fizzarotti (1966)
- Nessuno mi può giudicare, regia di Ettore Maria Fizzarotti (1966)
- I ragazzi di Bandiera Gialla, regia di Mariano Laurenti (1967)
- Uccidi o muori, regia di Amerigo Anton (1967)
- Spara, Gringo, spara, regia di Bruno Corbucci (1968)
- La battaglia del deserto, regia di Mino Loy (1969)
- I caldi amori di una minorenne (Las trompetas del apocalipsis), regia di Julio Buchs (1969)
- 4 mosche di velluto grigio, regia di Dario Argento (1971)
- La prima notte di quiete, regia di Valerio Zurlini (1972)
- Un modo di essere donna, regia di Pier Ludovico Pavoni (1973)
- Crescete e moltiplicatevi, regia di Giulio Petroni (1973)
- La minorenne, regia di Silvio Amadio (1974)
- Salvo D'Acquisto, regia di Romolo Guerrieri (1975)
- Frou-frou del tabarin, regia di Giovanni Grimaldi (1976)
- La liceale seduce i professori, regia di Mariano Laurenti (1979)
- Follia omicida, regia di Riccardo Freda (1981)
- Il cielo è sempre più blu, regia di Antonello Grimaldi (1995)

### Televisione
- David Copperfield, regia di Anton Giulio Majano (1965)
- Rosso veneziano, regia di Marco Leto (1976)
- Verso l'ora zero, regia di Stefano Roncoroni – film TV (1980)

## Doppiatori italiani
- Massimo Turci in Nessuno mi può giudicare; Perdono; Frou Frou del tabarin; Spara Gringo, spara
- Michele Gammino in La liceale seduce in professori
- Roberto Del Giudice in La minorenne
- Roberto Chevalier in Quattro mosche di velluto grigio
- Gigi Proietti in Uccidi o muori